# Orthonotus
Orthonotus is een geslacht van wantsen uit de familie blindwantsen, voor het eerst wetenschappelijk beschreven door Stephens in 1829.

## Soorten
De volgende soorten behoren tot het genus Orthonotus :
- Orthonotus creticus Wagner, 1974
- Orthonotus cylindricollis (A. Costa, 1853)
- Orthonotus fraudatrix (Reuter, 1904)
- Orthonotus graecus Rieger, 1985
- Orthonotus longiceps (Reuter, 1883)
- Orthonotus magnieni Matocq, 2002
- Orthonotus ponticus (Horvath, 1888)
- Orthonotus pseudoponticus Josifov, 1964
- Orthonotus rossicus (Reuter, 1878)
- Orthonotus rufifrons (Fallen, 1807)